# تلمبه محمودآباد زینلی
تلمبه محمودآباد زینلی یک منطقهٔ مسکونی در ایران است که در دهستان بهرمان واقع شده‌است.